# Yến sào đen
Yến sào đen (tên khoa học: Aerodramus maximus) là một loài chim trong họ Apodidae. Nó được tìm thấy ở Brunei, Indonesia, Malaysia, Philippines, Singapore, Thái Lan và Việt Nam.